# ホグジラ
ホグジラあるいはホジラ（Hogzilla）は、アメリカジョージア州で射殺された、巨大なイノブタ。ホグジラという名前は、英語でブタを意味する「ホッグ（Hog）」と「ゴジラ（Godzilla）」を合わせたもの。メガホッグとも呼ばれる。

## 概要
2004年6月17日、ジョージア州南部のリバーオーク農園の狩猟ガイド・クリス・グリフィンが、農園内での猟の帰りに巨大な動物に襲われ、猟銃で射殺したところ巨大なブタであることがわかった。その後このブタにホグジラと名前が付けられた。グリフィンは、射殺後すぐ、農園主のケン・ホリオークと共にホグジラを焼却処分し埋葬した。グリフィンは、殺したホグジラを吊るし上げた写真を公開したが、目撃者が少なかったことや、あまりにも信じがたいほどの大きさだったために合成写真ではないかともいわれた。グリフィンによると、ホグジラは体長約3.7m、体重約500kg、牙の長さは23cmあったという。
ホリオークはこの数年前にも体重約320kgの個体を捕獲したり小屋へ追われたこともあったと主張し、アラバマ州では体重約470kgの個体が射殺され、世界中に推定100万頭が存在するとも言われている。

## 真相
2004年11月20日に、ナショナルジオグラフィックチャンネルで放送された番組『ホグジラ：巨大豚伝説の真実』で、ホグジラの死体を掘り返して調査が行われた。その結果、ホグジラの実際の体長は2.5m以下で、牙は10cm以上と判明した。さらに、DNA鑑定によりハンプシャー種のブタ（おそらくメス）とイノシシ（おそらくオス）の混血であることがわかった。そして、ホグジラは豚舎を逃げ出したものが野生化して先祖返りしたもので、巨大化したのは、近くにある養殖魚用の配合飼料を摂取していたためと結論付けされた。
ところが、農園主のホリオークは、この番組での調査結果に異議を唱えた。自分が測定したときは、重さは約400kg、体長は3.6mあって、番組で調査したホグジラの死体は縮んでいたと主張したのである（実際は、番組の調査結果は縮みも考慮していた）。
この番組は、2005年8月8日の世界まる見え!テレビ特捜部で紹介されている。